# Nelson Algren
Nelson Algren (Detroit, 28. ožujka 1909. — Long Island, 9. svibnja 1981.) je bio američki pisac.

## Životopis i karijera
Rođen je kao Nelson Ahlgren Abraham u Detroitu, a odrastao je u Chicagu. Otac mu je bio švedski imigrant koji je zbog židovske supruge konvertirao na judaizam. Djetinjstvo je proveo u radničkoj četvrti South Side. Osnovnu i srednju školu je završio u Chicagu, a godine 1931. je diplomirao novinarstvo na sveučilištu Illinoisa u Urbana-Champaignu.
Zbog Velike gospodarske krize nije mogao naći posao u struci, pa je bio prisiljen zarađivati kao život kao radnik na benzinskoj pumpi u Texasu, kada je i napisao svoju prvu priču "So Help Me", 1933. godine. Veliku depresiju u Chicagu je realistički opisao te njegovo sirotinjsko i kriminalno okružje. Prije povratka kući je ukrao pisaći stroj iz jedne napuštene škole, ali je uhvaćen i osuđen na tri godine zatvora. Iako je iza rešetaka proveo nekoliko mjeseci te je uvjetno pušten, iskustvo je ostavilo trajan pečat na njegov život, ali i opus. Upoznavši zatvorski život, Algren se otada stalno identificirao s kriminalcima, gubitnicima i društvenim otpadnicima.
Svoj prvi roman Somebody in Boots je objavio 1935., a u Never Come Morning iz 1942. godine, se bavio životom besperspektivnom mladog kriminalca.
Za vrijeme Drugog svjetskog rata se prijavio u vojsku i služio na europskom ratištu kao običan vojnik. Poslije rata je nastavio spisateljsku karijeru, a slavu je stekao s nagrađenim romanom The Man With the Golden Arm, prikazom života narkomana koji je kasnije adaptiran u hvaljeni film s Frankom Sinatrom u glavnoj ulozi.
Algren je također bio poznat po strastvenoj ljubavnoj vezi s francuskom spisateljicom Simone de Beauvoir, čije je najintimnije detalje ona iznijela u svojoj knjizi The Mandarins.
Algren je bio poznat po ljevičarskim i nonkonformističkim političkim stavovima, a pred kraj života se zanimao za slučaj Rubina Cartera, crnog boksača optuženog za ubojstvo.

### Smrt
9. svibnja 1981. je doživio srčani udar u svojoj u kući u Sagu Harboru.

## Vanjske poveznice
- nelsonalgren.org